# Isbjørn (drink)
 For alternative betydninger, se Isbjørn (flertydig). (Se også artikler, som begynder med Isbjørn)
En Isbjørn er en drink bestående af 2 cl vodka spædet op med Sprite, til sidst hældes 2 cl blå Curaçao i. Den blå farve blander sig kun halvvejs ned i drinken, det giver en flot effekt og skal derfor ikke røres ud.
Serveres i et stort glas med lav stilk og med en appelsinskive på kanten, evt. med en stjernekaster stukket i, og selvfølgelig isterninger efter behag.
Kan også laves med blå bols, så bliver alkoholprocenten større, og man får ikke den flotte farveeffekt som ved curacao, da bols blander sig helt med resten af drinken.
| Mad og drikke | Spire Denne artikel om mad og drikke er en spire som bør udbygges. Du er velkommen til at hjælpe Wikipedia ved at udvide den. |

|  | Denne artikel om mad eller drikke kan blive bedre, hvis der indsættes et (bedre) billede. Du kan hjælpe ved at afsøge Wikimedia Commons for et passende billede eller lægge et op på Wikimedia Commons med en af de tilladte licenser og indsætte det i artiklen. |